# Bliesdorf
Bliesdorf ist eine amtsangehörige Gemeinde im Landkreis Märkisch-Oderland in Brandenburg (Deutschland). Sie wird vom Amt Barnim-Oderbruch verwaltet.

## Geografie
Die Gemeinde liegt nördlich vom Naturpark Märkische Schweiz etwa 4 km südlich von Wriezen.

## Gemeindegliederung
Für die Gemeinde Bliesdorf sind ausgewiesen:
Ortsteile:
- Bliesdorf
- Kunersdorf
- Metzdorf

bewohnte Gemeindeteile:
| - Bliesdorf - Bochows-Loos - Emilienhof - Friedrichslust | - Herrnhof - Katharinenhof - Kunersdorf - Marienhof | - Sophienhof - Vevais |

Wohnplätze:
- Dammkrug
- Dornbuschmühle

## Geschichte
Bliesdorf, Kunersdorf und Metzdorf gehörten seit 1817 zum Kreis Oberbarnim in der Provinz Brandenburg und ab 1952 zum Kreis Bad Freienwalde im DDR-Bezirk Frankfurt (Oder). Seit 1993 liegen die Orte im brandenburgischen Landkreis Märkisch-Oderland.
Bei der Neubildung der Gemeinde am 31. Dezember 1997 aus den Vorgängergemeinden Bliesdorf und Kunersdorf/Metzdorf erhielt sie den recht langen Namen Bliesdorf-Kunersdorf-Metzdorf. Am 1. Mai 1998 wurde die Gemeinde in Bliesdorf umbenannt.

## Bevölkerungsentwicklung
| Jahr | Einwohner |
| ---- | --------- |
| 1875 | 684       |
| 1890 | 603       |
| 1910 | 492       |
| 1925 | 668       |
| 1933 | 884       |
| 1939 | 827       |

| Jahr | Einwohner |
| ---- | --------- |
| 1946 | 0 996     |
| 1950 | 1 041     |
| 1964 | 0 728     |
| 1971 | 0 668     |
| 1981 | 0 578     |
| 1985 | 0 540     |

| Jahr | Einwohner |
| ---- | --------- |
| 1990 | 0 541     |
| 1995 | 0 560     |
| 2000 | 1 270     |
| 2005 | 0 980     |
| 2010 | 0 999     |
| 2015 | 1 223     |

| Jahr | Einwohner |
| ---- | --------- |
| 2020 | 1 290     |
| 2021 | 1 321     |
| 2022 | 1 378     |
| 2023 | 1 386     |
| 2024 | 1 306     |

Gebietsstand des jeweiligen Jahres, Einwohnerzahl: Stand 31. Dezember (ab 1991), ab 2011 auf Basis des Zensus 2011, ab 2022 auf Basis des Zensus 2022
Der starke Bevölkerungszuwachs 2000 ist auf den Zusammenschluss mit Kunersdorf und Metzdorf im Jahr 1997 zurückzuführen. 2015 wurde in der Gemeinde ein Asylbewerberheim eingerichtet, wodurch sich die Einwohnerzahl weiter erhöhte.

## Politik

### Gemeindevertretung
Die Gemeindevertretung von Bliesdorf besteht aus zehn Gemeindevertretern und dem ehrenamtlichen Bürgermeister. Die Kommunalwahl am 9. Juni 2024 führte bei einer Wahlbeteiligung von 70,0 % zu folgendem Ergebnis:
| Partei / Wählergruppe                          | Sitze 2003 | Sitze 2008 | Sitze 2014 | Sitze 2019 | Sitze 2024 |  | Stimmenanteil 2019 | Stimmenanteil 2024 |
| ---------------------------------------------- | ---------- | ---------- | ---------- | ---------- | ---------- |  | ------------------ | ------------------ |
| Unabhängige Wählergemeinschaft Bliesdorf       | 3          | 3          | 5          | 7          | 6          |  | 67,6 %             | 62,6 %             |
| Unabhängige Wählergruppe Kunersdorf / Metzdorf | –          | 2          | 3          | 3          | 3          |  | 26,6 %             | 26,5 %             |
| Wählergruppe Gemeinde gemeinsam gestalten      | –          | –          | –          | –          | 1          |  | –                  | 06,6 %             |
| Wählergruppe Alte Dörfer                       | –          | –          | –          | –          | –          |  | –                  | 04,3 %             |
| CDU                                            | 3          | 1          | 2          | –          | –          |  | –                  | –                  |
| Bündnis 90/Die Grünen                          | –          | –          | –          | –          | –          |  | 05,8 %             | –                  |
| Einzelbewerber                                 | 4          | 3          | –          | –          | –          |  | –                  | –                  |
| Insgesamt                                      | 10         | 9          | 10         | 10         | 10         |  | 100 %              | 100 %              |

### Bürgermeister
- 2003–2008: René Krone (CDU)
- 2008–2014: Eva-Maria Andresen[13]
- seit 2014: Reiner Labitzke (CDU)[14]

Labitzke wurde in der Bürgermeisterwahl am 26. Mai 2019 mit 82,5 % der gültigen Stimmen wiedergewählt. Am 9. Juni 2024 wurde er wiederum mit 82,5 % der gültigen Stimmen in seinem Amt bestätigt. Seine Amtszeit beträgt fünf Jahre.

## Sehenswürdigkeiten
In der Liste der Baudenkmale in Bliesdorf stehen die in der Denkmalliste des Landes Brandenburg eingetragenen Baudenkmale.
Hauptsehenswürdigkeit von Bliesdorf ist die 1881/1882 entstandene neugotische Dorfkirche.
Im Ortsteil Kunersdorf wurde der Schlosspark, der 1824 nach Plänen von Peter Joseph Lenné gestaltet wurde, nach der Totalzerstörung im Jahr 1945 als Landschaftspark rekonstruiert. Im ehemaligen Schloss, das von der Gutsherrin Helene Charlotte von Friedland bewirtschaftet wurde, schrieb Adelbert von Chamisso sein Werk Peter Schlemihls wundersame Geschichte. Der Friedhof mit der Grabkolonnade derer von Lestwitz und Itzenplitz mit neun jeweils durch dorische Säulenpaare getrennten Nischen unter durchlaufendem Gesims ist bestückt mit Stelen, Reliefs und Marmorurnen der Bildhauer Johann Gottfried Schadow, Christian Daniel Rauch und Christian Friedrich Tieck.
Westlich des Ortsteils Kunersdorf wurde Anfang der 1980er Jahre vom Ministerium für Nationale Verteidigung der DDR der Bunker Kunersdorf errichtet.

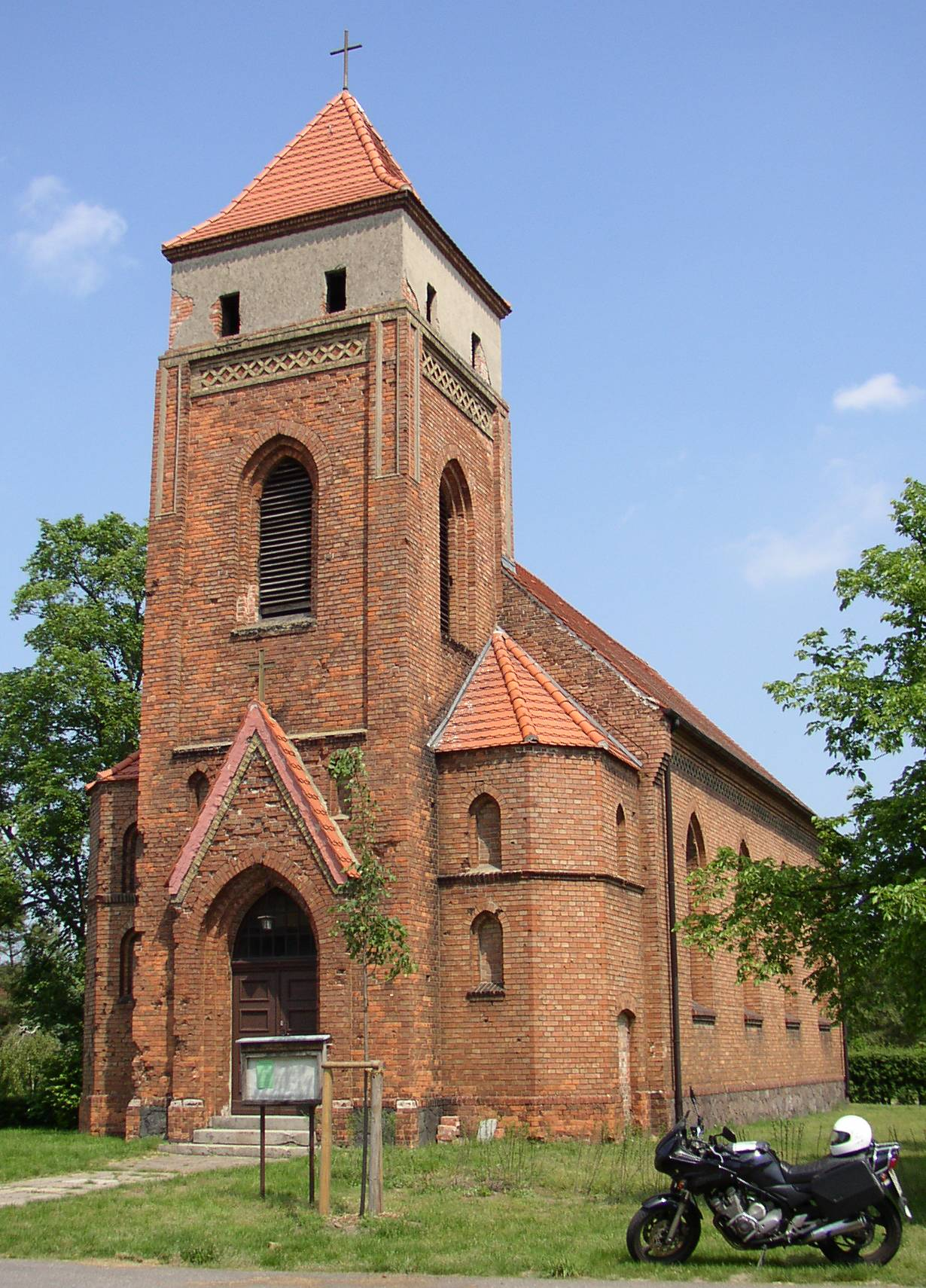
Kirche in Bliesdorf
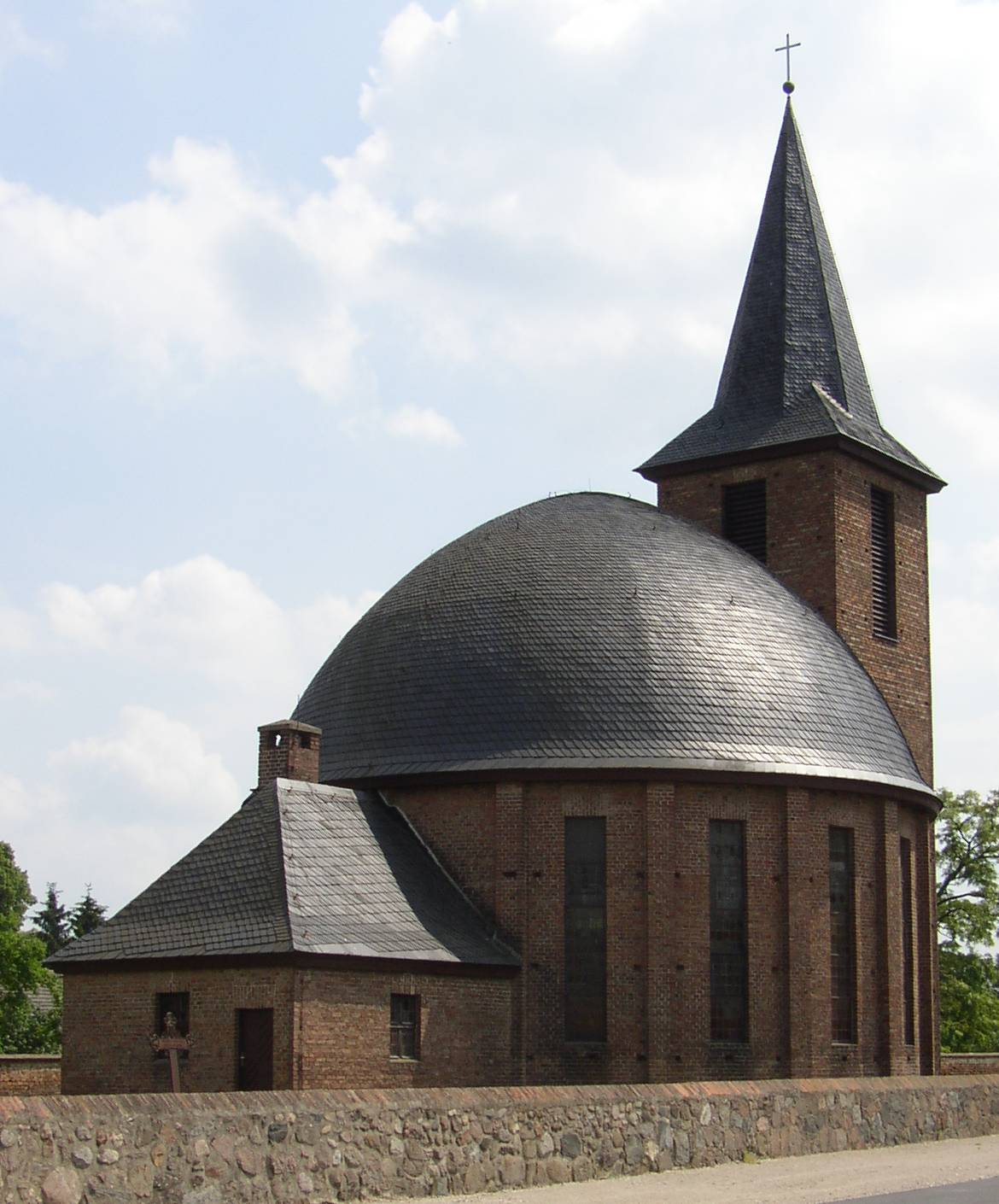
Kirche in Kunersdorf (1951–55 erbaut)
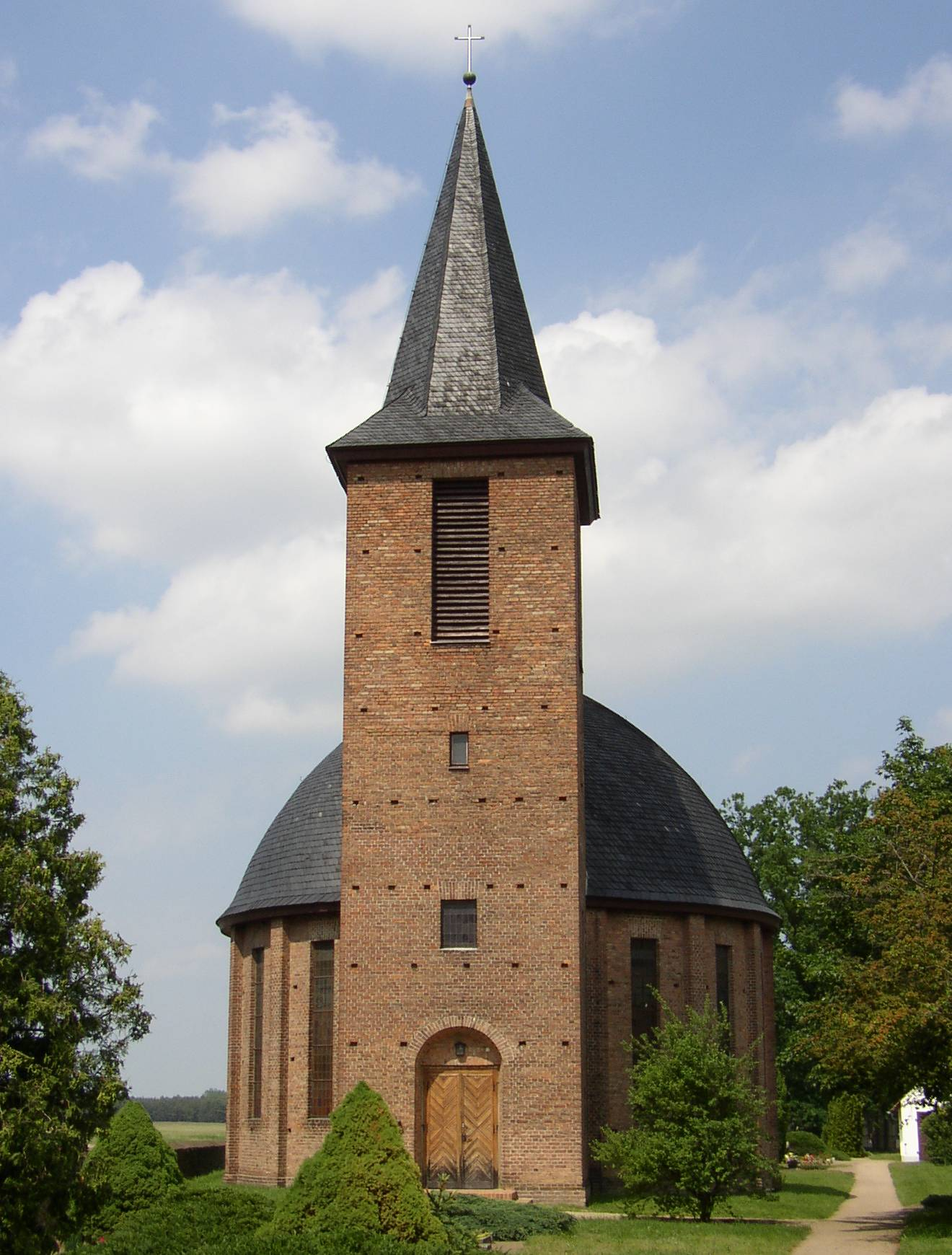
Kirche in Kunersdorf
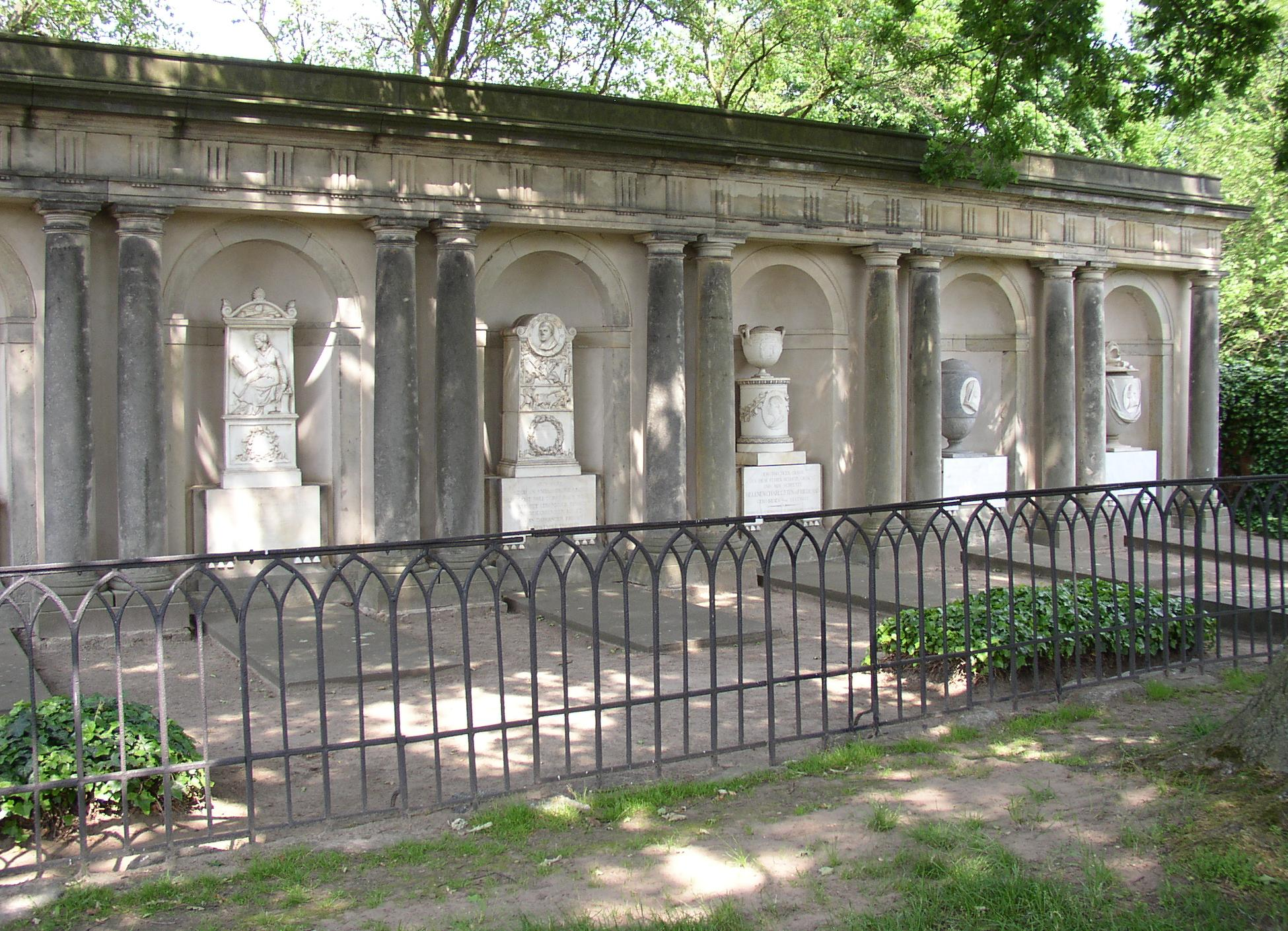
Grabkolonnade
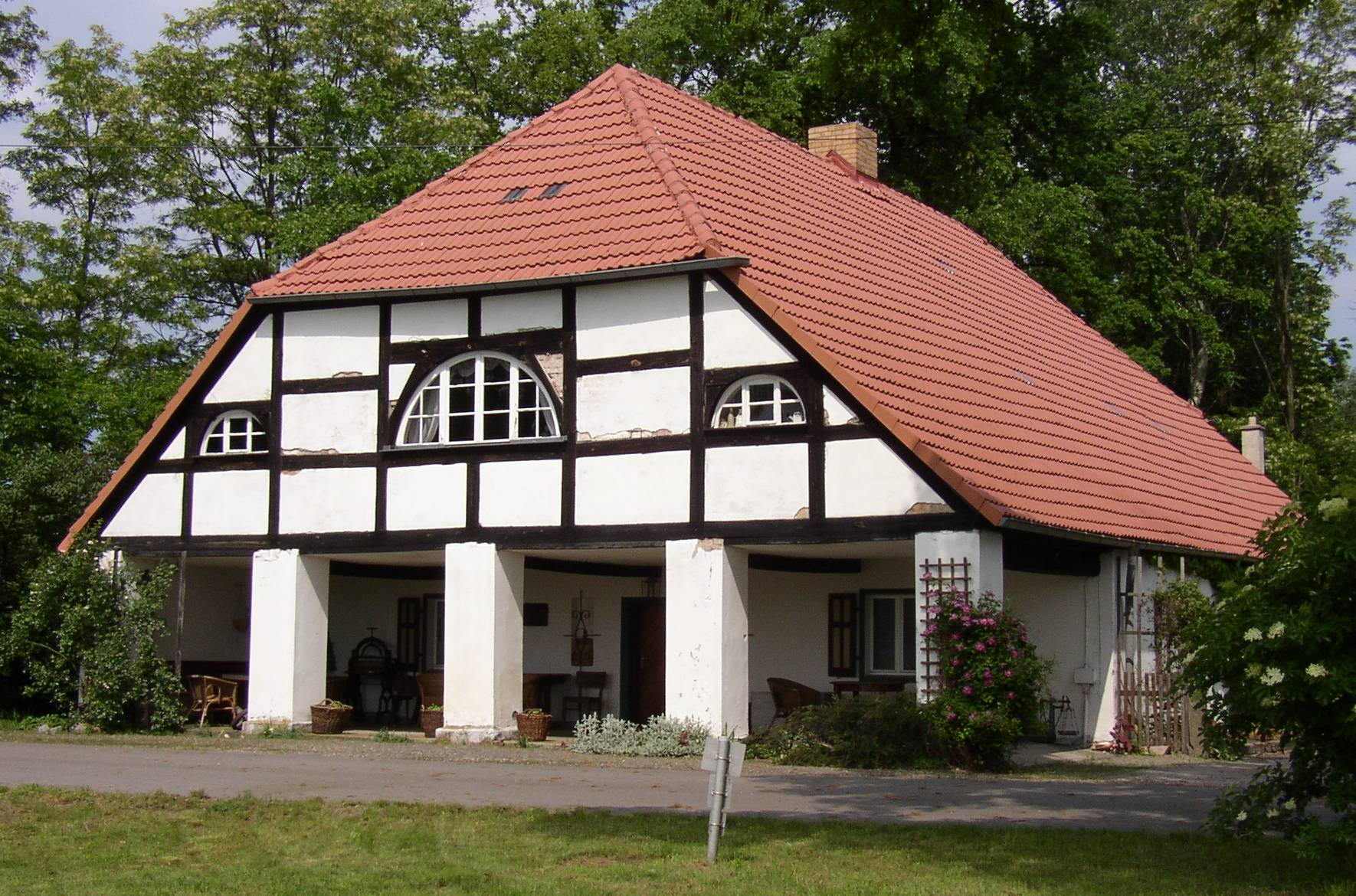
Vorlaubenhaus „Dammkrug“ in Kunersdorf

## Wirtschaft und Infrastruktur

### Verkehr
Bliesdorf liegt an der Bundesstraße 167 zwischen Wriezen und Seelow.

### Vereine
Im Ort sind ein Heimatverein und der SV Bliesdorf ansässig.

## Persönlichkeiten
- Carl Ludwig Hellwig (1773–1838), Komponist und Musiker, in Kunersdorf geboren
- Georg Mickley (1816–1889), Orgelbauer, hatte in Freienwalde seine Werkstatt, in Alt-Bliesdorf geboren
- Johannes Gobbin (1833–1881), Verwaltungsjurist, Mitglied des Preußischen Herrenhauses, in Herrnhof geboren